# Schloss Oberrohrenstadt

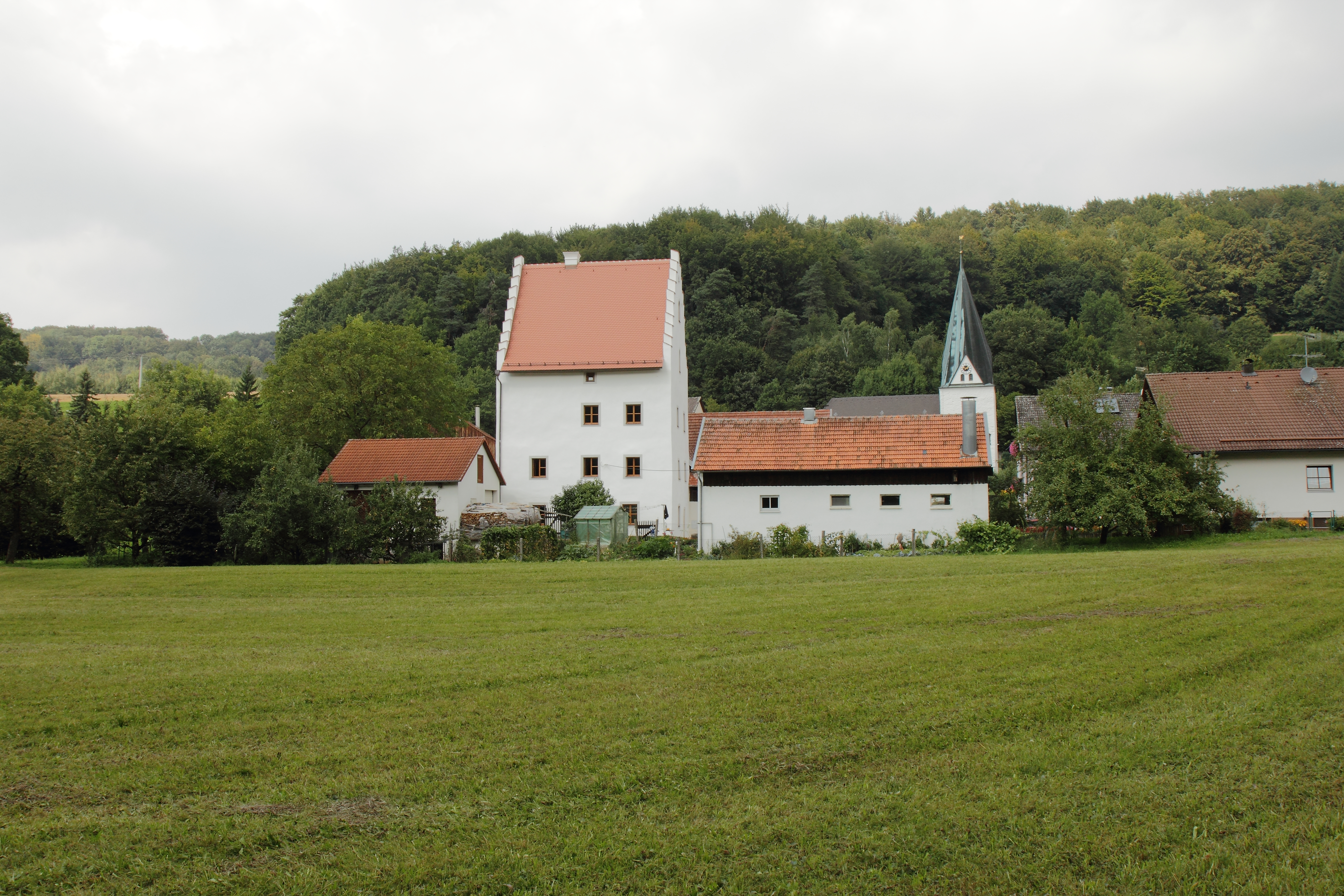
Schloss Oberrohrenstadt (2013)

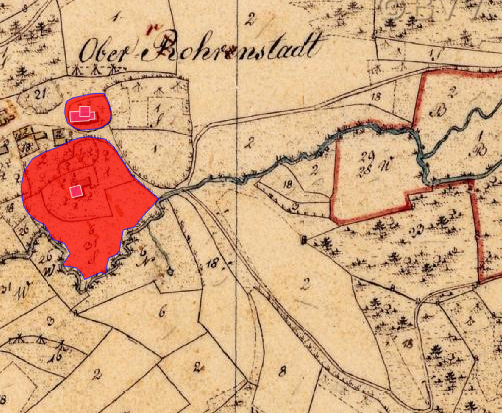
Lageplan des Schlosses Oberrohrenstadt auf dem Urkataster von Bayern

Das Schloss Oberrohrenstadt befindet sich südlich der Kirche St. Coloman in Oberrohrenstadt, einem Gemeindeteil der oberpfälzischen Gemeinde Berg bei Neumarkt in der Oberpfalz im Landkreis Neumarkt in der Oberpfalz von Bayern. Es ist unter der Aktennummer D-3-73-113-43 als Baudenkmal verzeichnet. Ein „mittelalterlicher Burgstall mit dem ehem. Schloss Oberrohrenstadt“ wird als Bodendenkmal unter der Aktennummer D-3-6634-0009 geführt.

## Geschichte
In Rohrenstadt, eingeteilt in Unter-, Mittel- und Oberrohrenstadt, befand sich der Sitz der Rohrenstädter, die diesen vom Kloster Kastl zu Lehen hatten. 1293 werden die Brüder Heinrich und Marquard „brueder von Rornstat“ als Zeugen für Gebhard von Hirschberg genannt, als dieser sich mit seinem Oheim, dem Pfalzgrafen Ludwig, aussöhnte. Sie werden als Ministeriale der Hirschberger angesehen, die nach dem Tod des Grafen Gebhard mit den Hirschberger Gütern an das Kloster Kastl gekommen sind. Am 7. September 1306 verkaufte Werner von Rohrenstadt, Sohn des Marquart, seinen Hof zu Winhartshofen an das Kloster Seligenporten; als am 1. Oktober Marquart von Rohrenstadt diesen Verkauf bestätigt, tritt noch ein Konrad von Rohrenstadt auf, der in einer Urkunde des Klosters Engelthal von 1322 als Ritter von Rohrenstadt bezeichnet wird. Ein Friedrich von Rohrenstadt wird 1324 als Vogt des Klosters Kastl genannt. 1334 verkauften Ulrich und Konrad von Rohrenstadt einen Hof zu Leutenbach an Heinrich Hofer von Hofen  (dessen Frau eine Rohrenstädterin war). Ulrich von Rohrenstadt ist 1376 zusammen mit Erhardt von Rohrenstein als Richter von Pfaffenhofen belegt. Erhardt von Rohrenstein wird 1406 als Teidinger (= Schiedsmann) für das Kloster Kastl genannt. Von Wilhelm von Raitenbuch erhielten Erhardt d. J. und sein Bruder Albert von Rohrenstadt die Burg Schauerstein und betitelten sich danach als die Rohrenstädter von Schauerstein.
Im Landshuter Erbfolgekrieg wurde die Burg 1504 unter Georg von Rohrenstadt von den Nürnbergern zerstört und kam dann an die Pfalz. Georg von Rohrenstadt wird 1524 Pfleger von Pruck. 1522 zog der  bayerische Pfalzgraf Ludwig alle Besitzungen von Rohrenstadt an sich und unterstellte diese dem Pflegamt Haimburg. 1518 und 1525 werden als Inhaber der Landsasserei zu Rohrenstadt  Hans und Thomas von Strahlenfels genannt. Am 30. September 1540 wurde Thamann, der Neffe des Hans von Strahlenfels mit dem Gut Oberrohrenstadt belehnt. Nach dessen Tod folgte 1558 Hans von Strahlenfels und von 1570 bis 1602 Thomas von Strahlenfels. Danach hatte Hartmann Flach den Sitz als kastlisches Lehen inne; ihm wurde am 15. Februar 1614 der Lehensbrief ausgestellt. Am 26. April 1640 folgte Otto von Löfen. Am 16. Oktober 1717 erhielt der kurpfälzische Rentkammerrat Johann Güldenkopf das Mannlehen; er verkaufte es 1739  an den Nürnberger Bürgermeister, der ein Bruder seiner Frau war. Danach kam Oberrohrenstadt in „ungefreite Hände“, nämlich an den Lehrer Stadler und danach an den Priester Scharl zu Stöckelsberg. Zu dem Landsassengut Oberrohrenstadt gehörten damals nur mehr „ein gefahlenes Schlößl, ein auch eingegangener Wassergraben, dan ein Stükh Feld (und zum thaill  mit jungem gepusch bewachsenn) grundt zusammen 2 ½ Tagwerk“. Am 19. August 1791 wurde festgelegt, dass Oberrohrenstadt unter kurfürstlich-pfaffenhofischer Jurisdiktion verbleiben sollte.

## Beschreibung
Die Rohrenstädter saßen zuerst auf der Racklburg, bis nach der Zerstörung im Landshuter Erbfolgekrieg der Sitz im 16. Jahrhundert auf das in Oberrohrenstadt errichtete Wasserschloss verlegt wurde. Heute ist dies ein dreigeschossiges giebelständiges Weiherhaus mit einem spätgotischen Treppengiebel, das ursprünglich von Wassergräben umgeben war.  Das zum  Bau verwendete Holz wurde aufgrund dendrologischer Untersuchungen auf 1495 datiert, der Umbau auf 1719. Das Schloss wurde 1804 umgestaltet und 1955 sowie 1990 renoviert. Von der Bayerischen Landesstiftung wurden 2011 Zuschüsse für die Außensanierung des Schlosses bewilligt.